# Старообрядческая икона

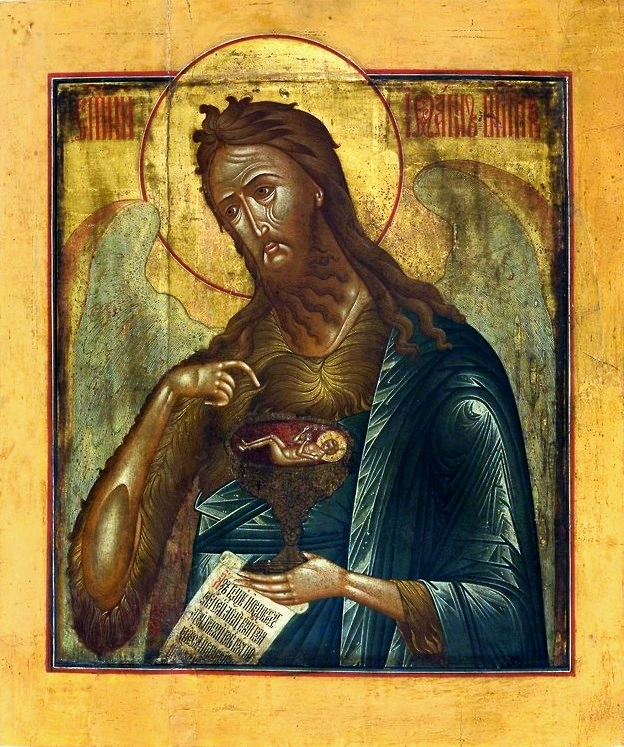
Иоанн Креститель

Старообрядческая икона в целом продолжает традиции древнерусской иконы. Поскольку старообрядцы считают, что не они откололись от православия, а как раз государственная церковь отпала от исконной древлеправославной веры, начиная со второй половины XVII века старообрядцы выступили защитниками византийского и древнерусского канона в иконописи.

## Сюжетные особенности
- Спас Благое Молчание. На ней изображён ангел со скрещёнными на груди руками (как причастник), облачённый в царский хитон и в восьмиконечной короне славы Бога Отца. По обеим сторонам рядом с короной надписи «IС» ниже «Благое» и «ХС» ниже «молчание» Неканонический извод Христа в виде «тварной» природы — ангела — запрещён в Русской православной церкви[1].
- Спас Мокрая Брада — образ Спасителя с клинообразной формой бороды и с левым глазом большим, чем правый[2].
- Спас Ярое Око — образ Спасителя с удлинённой головой, тёмным ликом без нимба в сине-голубой одежде[3]
- Богоматерь Огневидная[4]
- Мученик Христофор-Псеглавец. Его иконы «с пёсьею главою» вместе с некоторыми другими «спорными» иконографическими сюжетами были официально запрещены распоряжением Святейшего Синода от 21 мая 1722 года как «противные естеству, истории и самой истине»[5]. Старообрядцы продолжали (и до сих пор продолжают) почитать Христофора-Кинокефала, а запрет «господствующей церкви» лишь подтвердил и усилил это почитание[6].
- Никола Отвратный[7] — образ Святого Николая с косящими влево зрачками.
- Священномученик Аввакум[8],
- Инокиня Феодора.
- Андрей Денисов[9] — один из основателей Выгорецкой обители.
- Тетраморф — в виде непосредственного прообраза евангелистов[10].

Подобно другим православным, старообрядцы чтили иконы, посвящённые Страшному Суду и местным святым: Зосимы и Савватия Соловецких, Варлаама Хутынского, Александра Ошевенского, Сергия Радонежского
Обилие надписей на полях — характерная черта старообрядческих икон. Деревянные иконы старообрядцев обычно характеризуются тёмными ликами. Также старообрядцев характеризовали медные и оловянные «литые иконы». В XVIII веке официальное православие запретило изготовление подобных икон.
В «Поморских ответах» собран и проанализирован обширный иконографический материал, это было одно из первых в России сравнительных иконографических исследований.

## Школы старообрядческой иконы
- Ветковская икона. Основными породами дерева на Ветке являются тополиные. Эта древесина особенно сильно подвержена воздействию жучка-точильщика, поэтому икона, написанная на Ветке, практически всегда изъедена жучком. Толщина досок большая — 2-2,5-3 см. Растительный орнамент из листьев и цветов, а также картушей с надписями, у лучших мастеров с применением техник «цировки» и «цвечения золота», также характерен для ветковских мастеров, он являл образ эдемского сада. Основные мотивы, характерные для Ветки: цветы, розы и розовые букеты, ветви с листьями и цветами яблонь, имитация листьев аканта, виноградная лоза, гирлянды, рог изобилия, нарциссы, раковины. Отличительной чертой икон ветковской традиции являются сильные высветления вокруг рта - подбородка и характерная форма верхней губы, нависающей над припухлой, раздвоенной нижней губой. Ветковские иконописцы активно выделяют киноварью междугубье, иногда и границу нижней губы, что является древнейшей традицией[15].
- Невьянская икона. Уральская старообрядческая иконопись начинает проявлять черты самобытности, очевидно, с 1720—1730-х гг., когда к раскольникам, ранее переселившимся на Урал из центра России (из Тулы) и с Поморья (из Олонца), присоединились после «выгонок» с Верхней Волги, Керженца и из районов, пограничных с Польшей (с Ветки и из Стародубья) новые массы старообрядцев. Сплачивающая роль принадлежала часовенному согласию приемлющих священство старообрядцев-поповцев. Центром старообрядцев Урала стал город Невьянск. Отличительные черты Невьянской иконы: удлинённые пропорции и сплошное золочение[16]. В настоящее время предпринимается попытка возрождения школы невьянской иконы[17].
- Поморская икона (с тундровым позёмом).
- Сызранская икона.
- Сибирская икона.

Известно о мироточении старообрядческих икон.

## Галерея

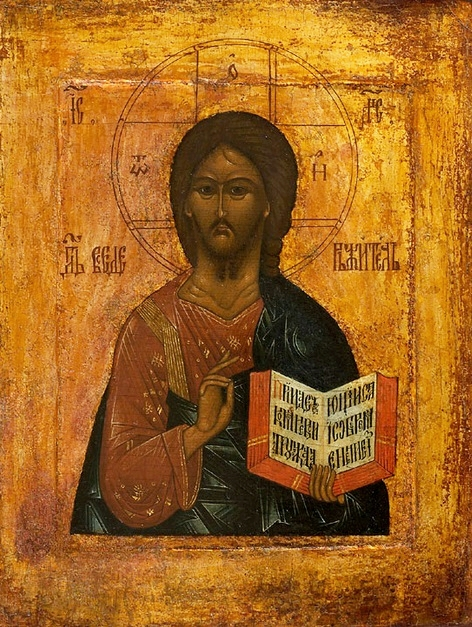
«Спас Вседержитель»
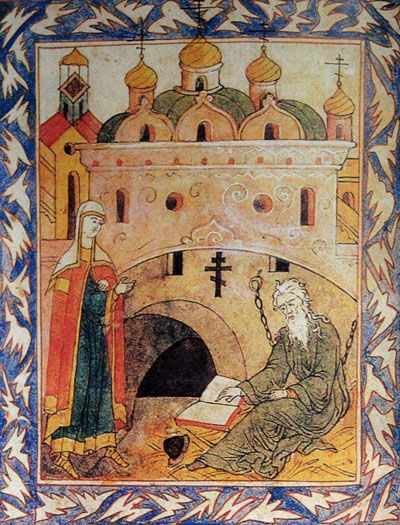
«Протопоп Аввакум и боярыня Морозова»
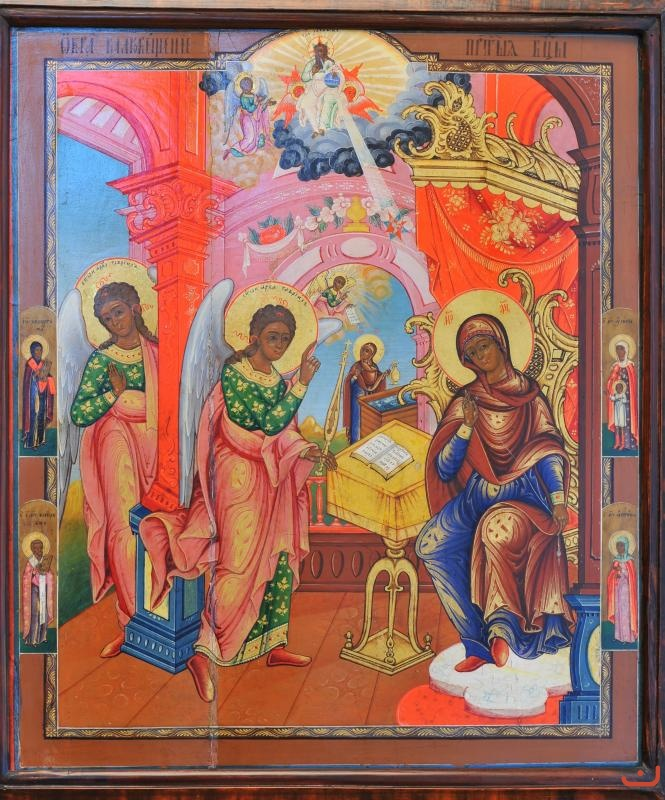
«Благовещание». Е. Андрианов
«Антоний Римлянин»
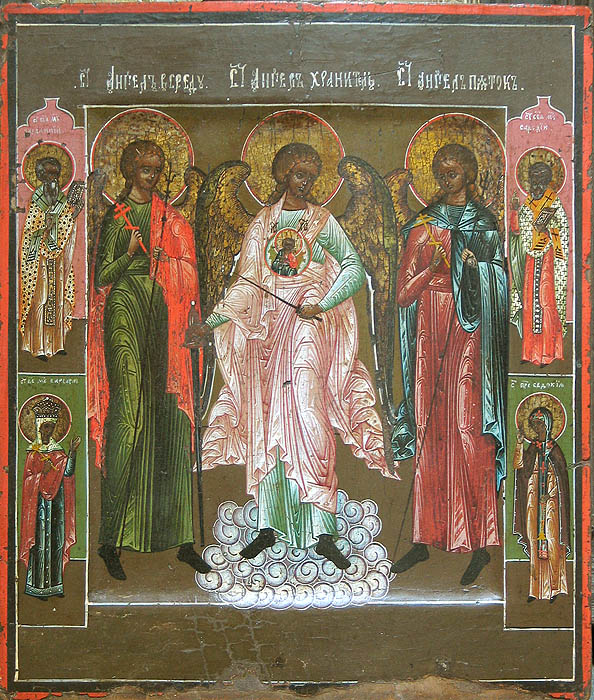
«Ангел в середу, Ангел в пяток и Ангел-Хранитель»
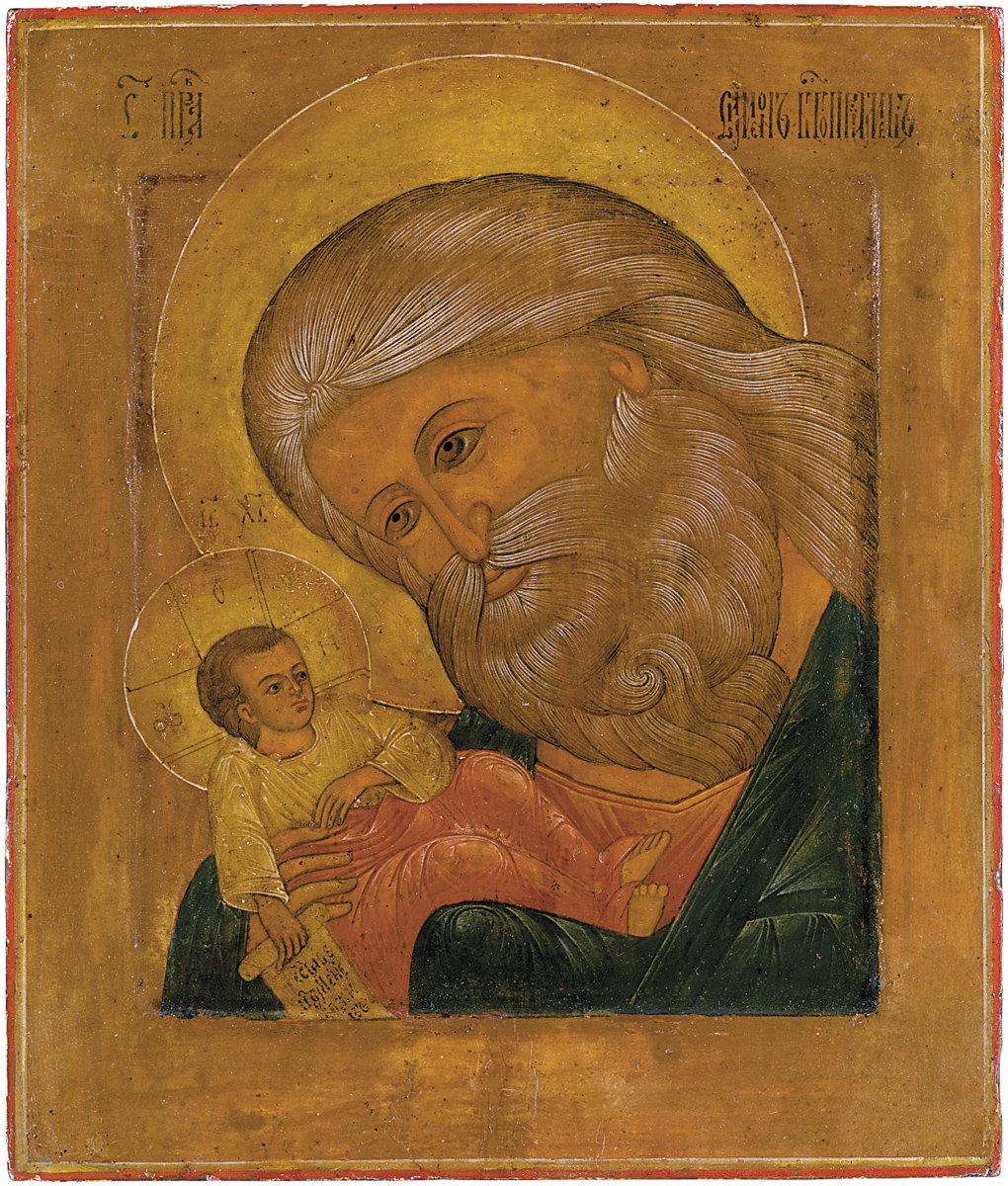
«Симеон Богоприимец». XIX век
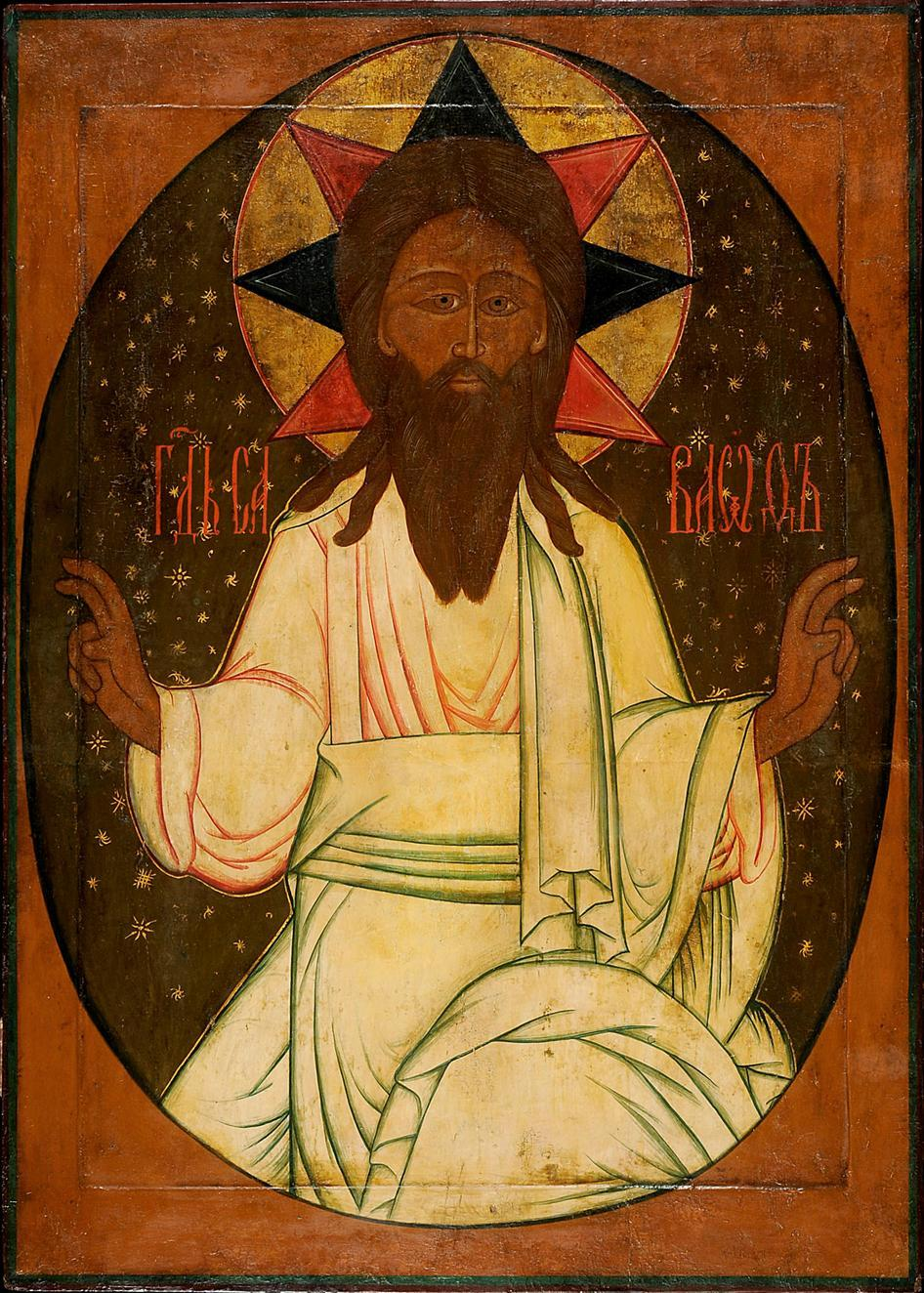
«Господь Саваоф». XVIII век

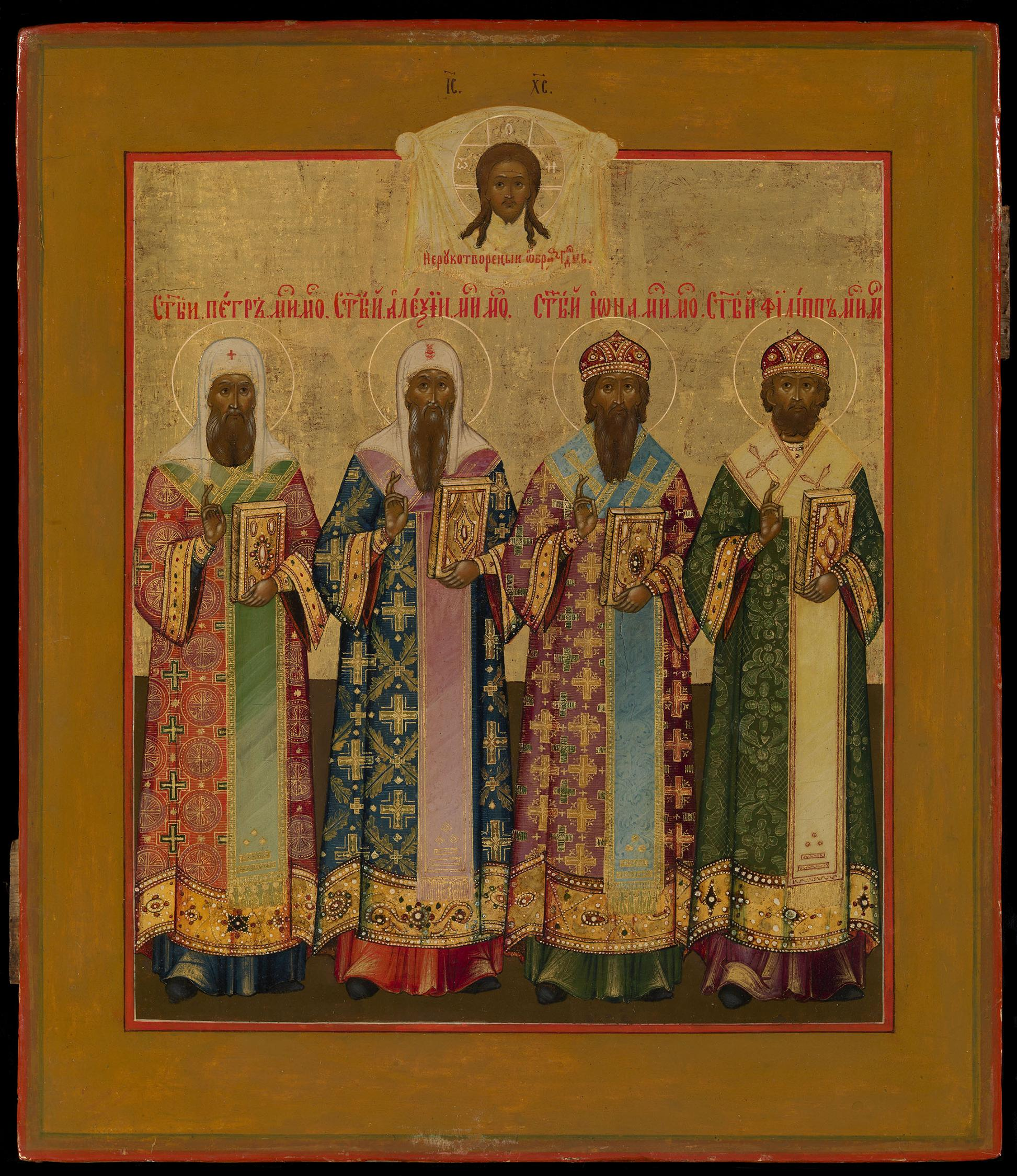
«Четыре митрополита московских». XIX век
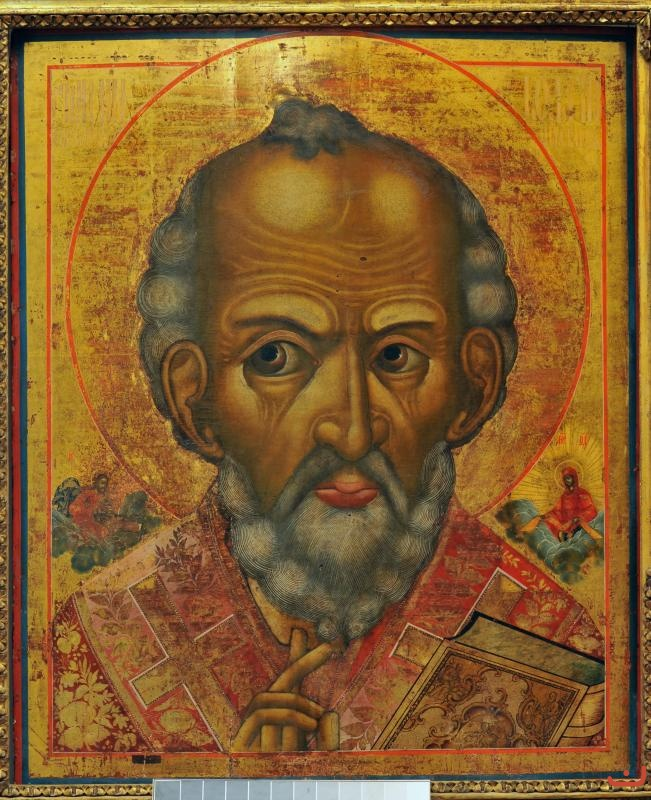
«Никола Отвратный», Ветковская школа
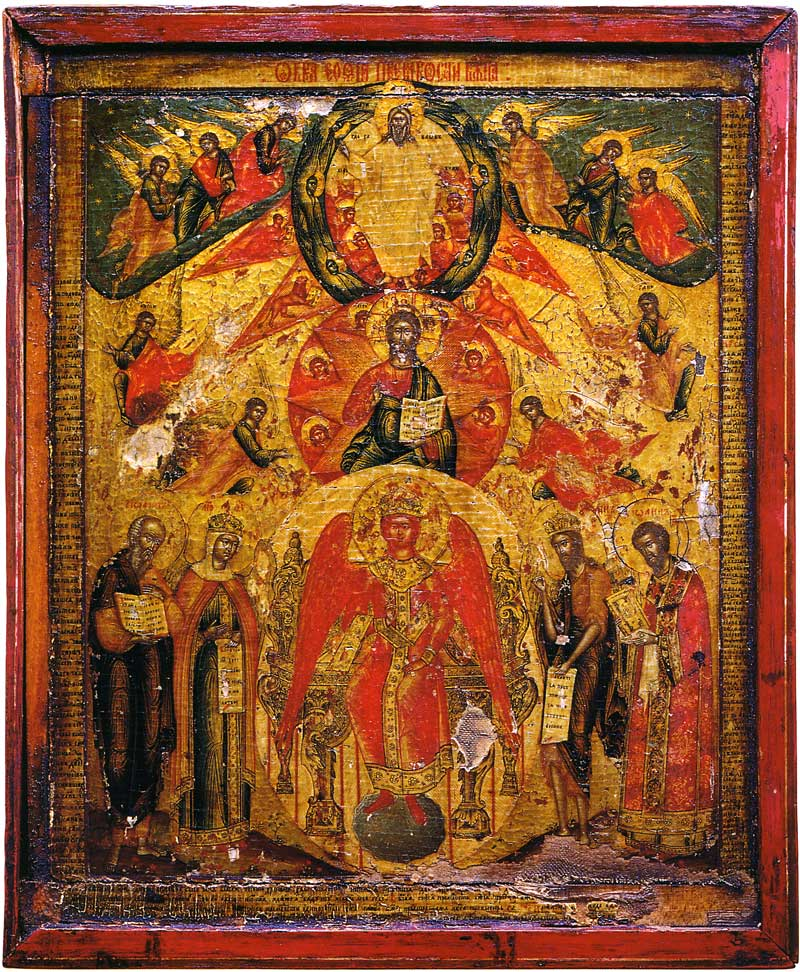
«Святая Мудрость». Невьянская школа
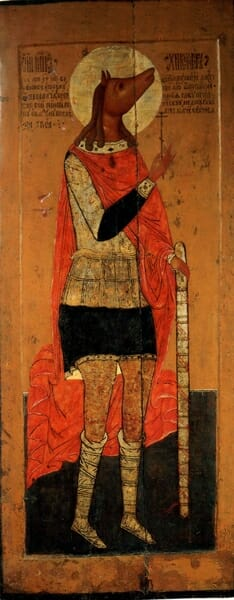
«Мученик Христофор-Псеглавец». Около 1515 года
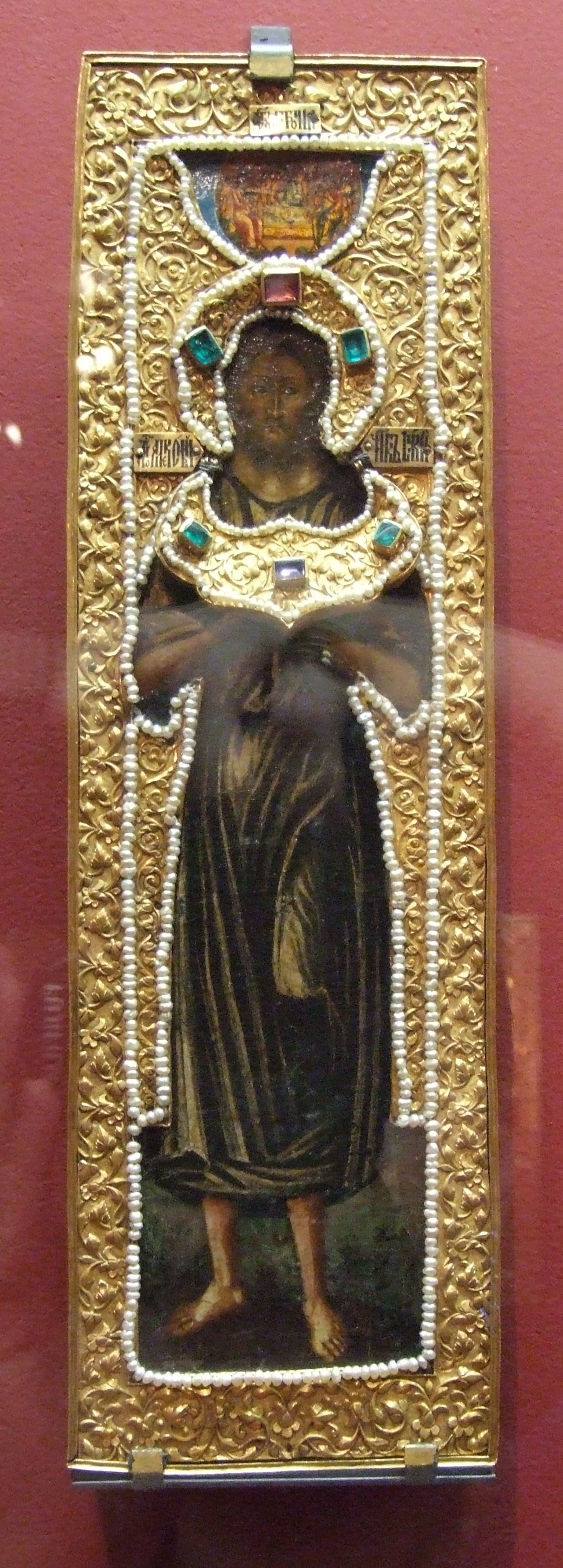
«Святой Алексий Человек Божий». 1629 год, Архангельский собор Московского Кремля
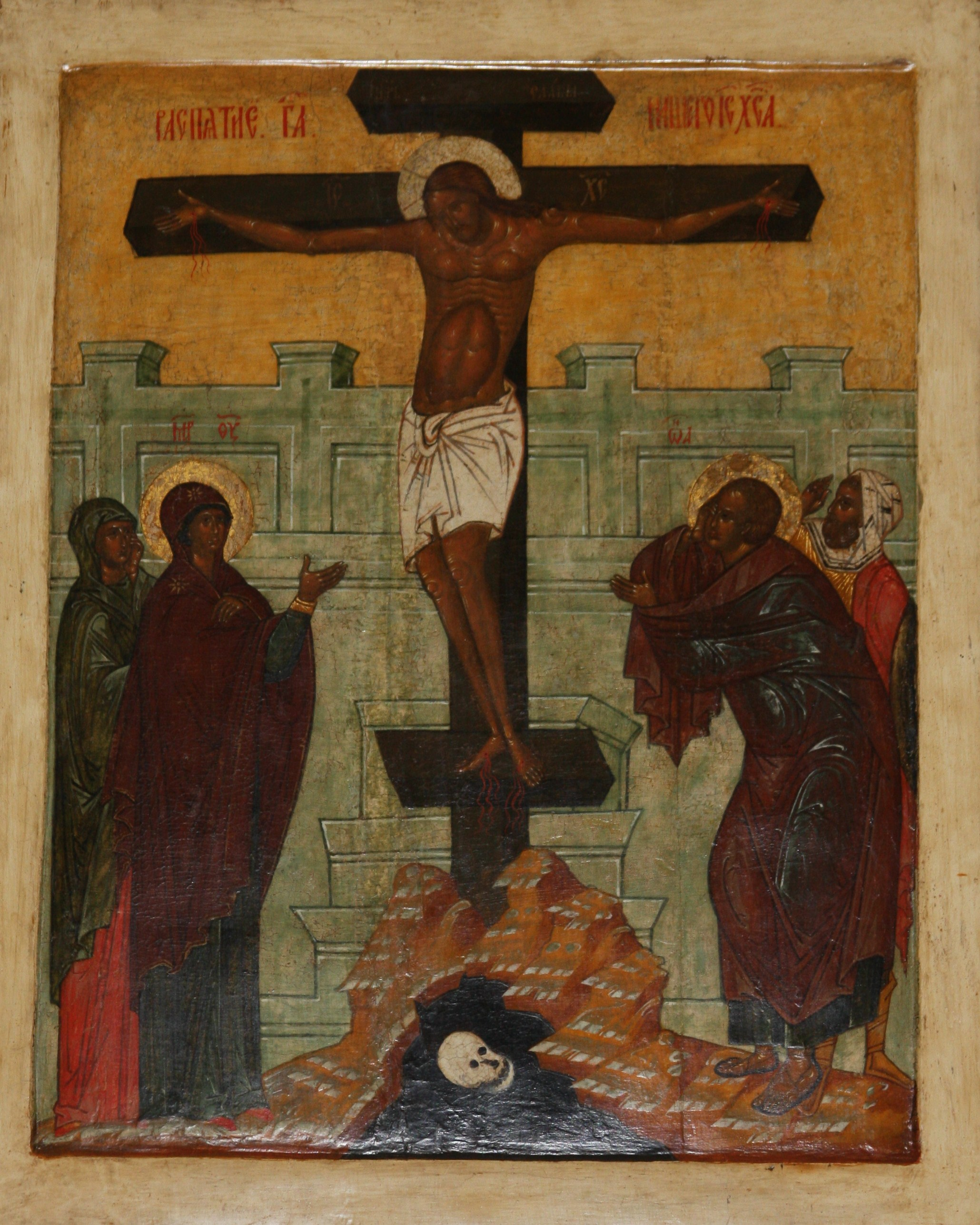
«Распятие». Около 1500 года. Национальный музей Швеции
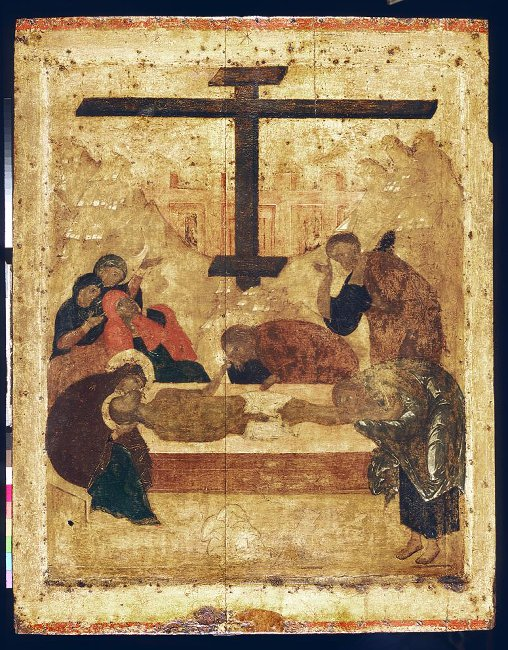
«Погребение Христа». Прохор, начало XV века
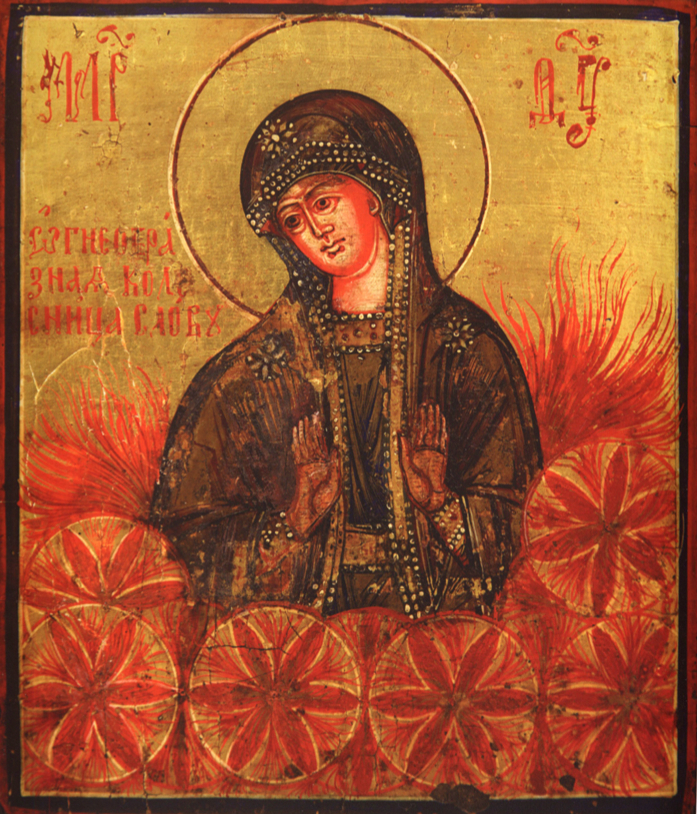
«Огневидная колесница Слова»

## Исследования
- Быкова Е. В. Старообрядческая икона XIX—XX веков в Волго-Вятском регионе. Спб, 2006. — Дисс. на соиск. ученой ст. кандидата искусствоведения по спец. — 17.00.04.
- Лазарев С. Е., Курдюмов О. Г. Церковный раскол XVII века в произведениях русской живописи // Научные ведомости Белгородского государственного университета. Серия «История. Политология». 2015. № 19 (216). Выпуск 36. С. 77–83.